# Thionia ramosi
Thionia ramosi är en insektsart som beskrevs av Caldwell och Martorell 1951. Thionia ramosi ingår i släktet Thionia och familjen sköldstritar. Inga underarter finns listade i Catalogue of Life.